# Adelina Otero-Warren
Adelina "Nina" Otero-Warren (Los Lunas, Nuevo México, 23 de octubre de 1881–1965) fue una sufragista, educadora, y política de Estados Unidos. Creó un legado de servicio civil a través de su trabajo en educación, política y salud pública. Se convirtió en una de las primeras funcionarias gubernamentales de Nuevo México cuando se desempeñó como superintendente de Instrucción de Santa Fe de 1917 a 1929. Otero-Warren fue la primera descendiente de españoles en postularse para el Congreso. En 1922, se presentó a las elecciones en la Cámara de Representantes de los Estados Unidos como candidata republicana a Nuevo México.

## Biografía: 1881–1906

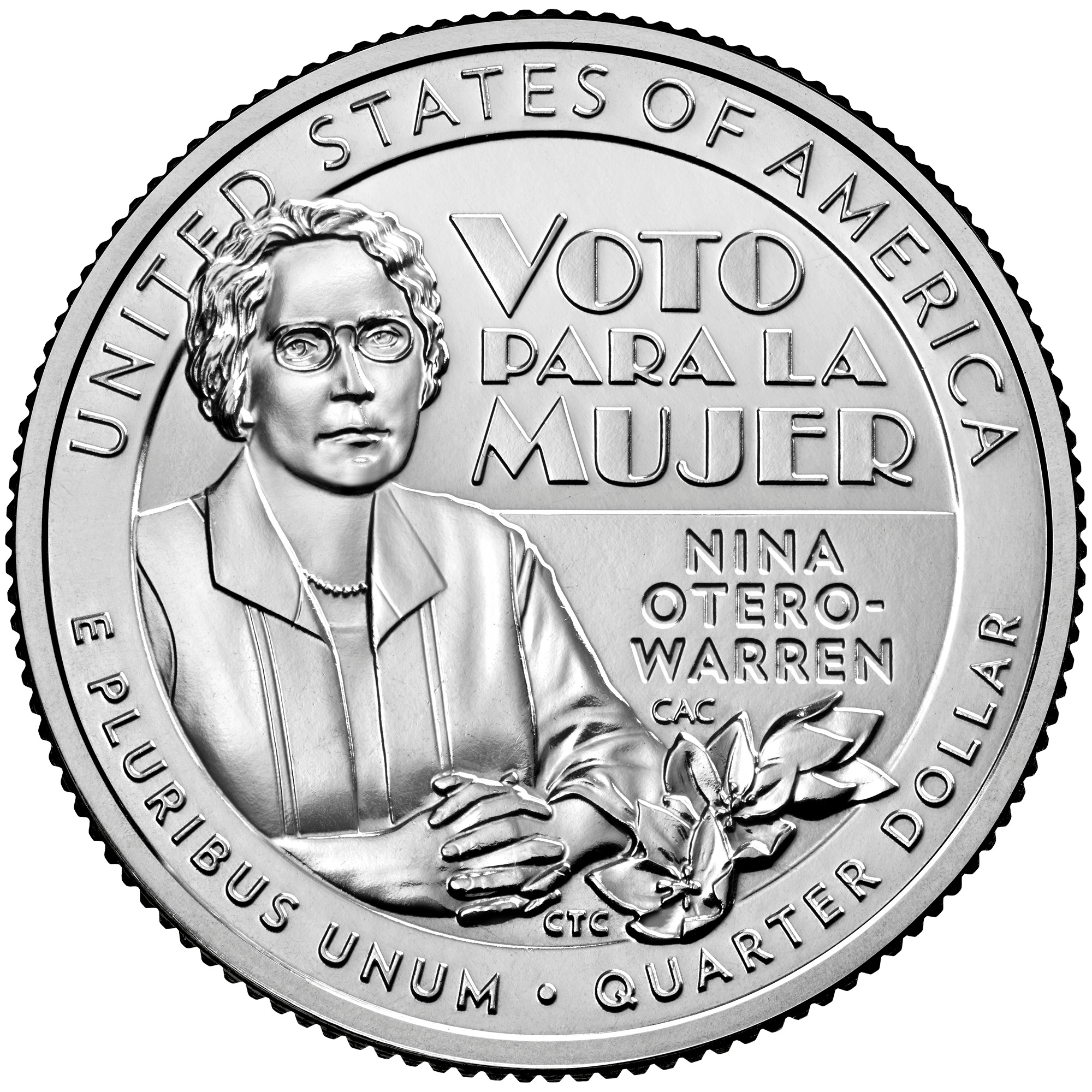
Una moneda de 25 centavos de Estados Unidos en español, conmemorando a Adelina Otero-Warren y su labor como sufragista.

Nació  el 23 de octubre de 1881 bajo el nombre de Maria Otero-Warren Isabel Emilia Otero en su hacienda familiar “La Constancia”, cercana a Los Lunas, Nuevo México. Tuvo un hermano mayor, Eduardo (1880 a 1932), un hermano menor, Manuel (1883 a 1963) y nueve medio hermanos.
Su madre era Eloisa Luna descendiente de la familia Luna, que habían llegado a Nuevo México en 1598 durante el poblamiento Onate, siendo uno de los primeros colonos en Nuevo México. Eloisa fue la tercera hija de Antonio e Isabella Luna y como sus hermanos fue educada en una escuela católica en Nueva York.
Su padre, Manuel B. Otero, también era descendiente de antiguos colonos. Los Otero originalmente de España emigraron a Nuevo México en 1786. Manuel fue educado en Washington D. C. en la Universidad de Georgetown, y en Alemania en la Universidad de Heidelberg. Murió a la edad de 23 años durante una pelea contra una banda de Anglos quienes cuestionaron su derecho de propiedad. Dejó a su hija huérfana de padre a la edad de dos años.

### Influencias
La madre de Otero-Warren se volvió a casar, después de la muerte de su marido, con Alfred Maurice Bergere, un inglés que tuvo descendientes en varias partes de Europa. El hombre de negocios emigró a Nuevo México en 1880 y trabajó para la empresa mercantil Spiegelberg brothers. Este matrimonio ayudó a fusionar agendas políticas y económicas entre anglos e indígenas a las que Otero-Warren valorizó.
Eloisa fue una activista por los desarrollos sociales y educativos, a principios de 1900 se convirtió en la directora del Consejo de educación de Santa Fe. Fue enmarcada como la figura materna de Santa Fe, y abrió su casa al debate político. Como explicaba Otero-Warren más tarde, su madre se preocupaba por la educación mejorando escuelas a nivel local y se ocupaba también de gente pobre y enferma. Eloise, madre de Otero-Warren y su primer ejemplo a seguir murió en 1914.
Otero-Warren asistió a la Universidad Maryville en San Luis, Misuri, de 1892 a 1894.

## Juventud y primeros años

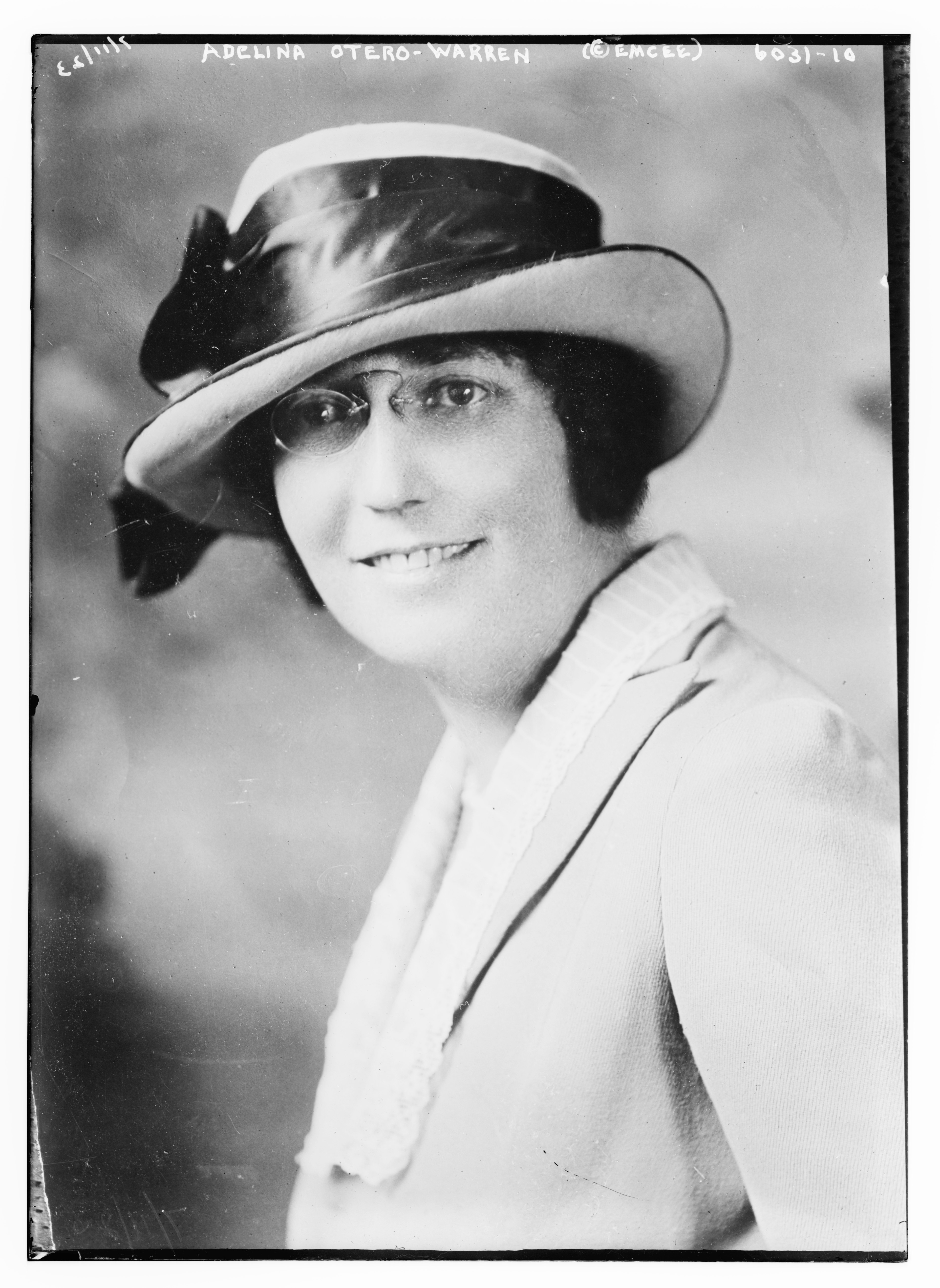
Retrato de Adelina Otero-Warren, 1923.

Nació en Los Lunas, Nuevo México en 1881 con padres conservadores, quienes siguieron su legado del siglo XI español.
Su madre, Eloisa educó a Adelina betajo el esquema tradicional de una hacienda española en Los Lunas, en su infancia se rodeó principalmente de parientes y otras familias hispanas acaudaladas y con influencia política y social. Cuando su familia se movió a Santa Fe en 1897, Otero-Warren empezó a incorporar la influencia europea mercantilista de su padrastro y la presente cultura Anglo-americana.
En 1894, se mudó a Santa Fe, Nuevo México, cuándo su tío, Miguel Antonio Otero, fue nombrado gobernador territorial de Nuevo México en 1894.
Desde una edad temprana su curiosidad la llevó a aprender no sólo literatura, sino también otros intereses poco convencionales como armamento y armas. Se casó con el oficial de caballería Lugarteniente Rawson D. Warren en 1908. A la edad de 26 años Otero-Warren se sintió descontenta con el rol poco progresivo y dependiente que heredó como esposa de Warren.
Después de sólo dos años de matrimonio se divorció de Warren. Esto era inaceptable a nivel cultural y religioso, se autodenominó como "viuda". Esto es otro ejemplo de su firme capacidad e ingenio para apaciguar las masas.
En 1912 Otero-Warren reubicda en la ciudad de Nueva York donde fue activa en la casa de Anne Morgan, una organización de ayuda a mujeres de clase trabajadora.
En 1917 obtuvo su título como dirigente estatal de la Unión del Congreso. Alice Paul, directora de la organización nacional que más tarde se rebautizó como Partido Nacional de la Mujer, eligió a Otero-Warren. Otero-Warren había hecho lazos cercanos con Ella St. Clair Thompson la mujer que encabezó la Unión del Congreso para el sufragio femenino a su llegada a Nuevo México.
En 1922, Otero-Warren se convirtió en la primera latina en competir por un puesto en la Cámara de Representantes de EE. UU. contra el titular Nestor Montoya. Fue la candidata republicana por Nuevo México.
En la década de 1920 se convirtió en la representante del Consejo Estatal de Salud y de la Superintendencia de Instrucción de Santa Fe. Fue elegida por el Gobernador Larrazolo al primer Consejo de Salud Pública, debido a su trabajo con otros grupos como la Cruz Roja y el Women’s Auxiliary del Consejo Estatal de Defensa.
De 1923 a 1929 fue nombrada como Inspectora de Escuelas indias en Santa Fe y designada por el presidente Franklin D. Roosevelt como la cabeza estatal de la Civilian Conservation Corporation.
En 1930 Otero-Warrenfue admitida como la directora de Alfabetización en el Civilian Conservation Corporation como parte del New Deal. Durante este periodo, el nivel de alfabetización fue muy abajo. A través de esfuerzos constantes para promover la educación bilingüe continuó luchando y enseñando.
En 1931 Otero-Warren expresó su punto de vista sobre la educación y la concientización cultural en el número impreso de Survey Graphic en mayo.
En 1936 sus escritos de sus primeros años en la hacienda Luna se publicaron en el libro Old Spain in Our Southwest. Escribió con afecto hacia su juventud en el rancho, donde formó su carácter autosuficiente e independiente. Este registro junto a sus trabajos políticos con las comunidades de Santa Fe y Taos para proteger arte e hitos históricos así como esfuerzos más modernos en comunidades artísticas, muestran el versátil interés de Otero-Warren por la política, educación, arte, y negocios.